# Theodor Friedrich Stange
Theodor Friedrich Stange (Osternienburg, 1742. november 1. – Halle, 1831. június 10.) német teológus.

## Élete
Első leckéit Nienburgban kapta. Ezután a Köthen városi iskolába járt. 1760-ban az Anhalti Állami Egyetemre Zerbstben áthelyezett. 1763-tól a Hallei Egyetemen tanult, majd 1765-ben Brémába érkezett továbbtanulás céljából. 
1770-ben átvette a düsseldorfi református latin iskola igazgatói posztját. 1773-ban visszatért a kötheni városi iskolába, mint igazgató. Majd 1781-ben a hammi gimnázium igazgatója lett. 1804-től a Hallei Egyetemen dolgozott. 1806. április 26-án az Odera-frankfurti Egyetemen doktorált.

## Művei (válogatás)
- Particula Altera et Ultima, 1779.
- Anti-Critica In Locos Quosdam Psalmorum A Criticis Sollicitatos, 2 kötet, Leipzig/Halle 1791–1794.
- De antiquitate religionis revelatae, 1797.
- Theologische Symmikta, 3 kötet, Hendel, Halle 1802–1805.
- Beiträge zur hebräischen Grammatik, Halle 1820

## Fordítás
- Ez a szócikk részben vagy egészben  a   Theodor Friedrich Stange című német Wikipédia-szócikk fordításán alapul.  Az eredeti cikk szerkesztőit annak laptörténete sorolja fel. Ez a jelzés csupán a megfogalmazás eredetét és a szerzői jogokat jelzi, nem szolgál a cikkben szereplő információk forrásmegjelöléseként.